# Kostel svatého Václava (Lukovany)
Kostel svatého Václava je římskokatolický chrám v obci Lukovany v okrese Brno-venkov. Je chráněn jako kulturní památka České republiky. Je filiálním kostelem farnosti Vysoké Popovice.

## Historie
Lukovanský chrám byl postaven v první polovině 13. století v pozdně románském slohu jako tribunový kostel. V roce 1715 byl barokně upraven. Bylo zbořeno původní kněžiště, které bylo nahrazeno apsidou, došlo ke zvýšení obvodových zdí, novému zaklenutí (valenou klenbou) i zastřešení, stará okna v lodi byla nahrazena novými, zrušený vstupní portál byl nahrazen vstupem v podvěží a snad bylo vybudováno i točité schodiště na věž. K další stavební úpravě došlo v roce 1745, kdy věž dostala zvonicové patro, při té příležitosti byla zazděna většina jejích románských oken. V roce 1805 byla k severní stěně chrámu přistavěna sakristie. Po druhé světové válce byla románská okna ve věži obnovena.
Kolem kostela se nacházel hřbitov.